# Bataille de Las Trencheras
Guerre des Bananes
Batailles
m
Guerre des Bananes :
- Cuba (1898–1922)

- Campagne de Cuba
- Deuxième occupation de Cuba (en)
- Rébellion noire (en)
- Troisième occupation de Cuba (en)

- Porto Rico (1898)

- Campagne de Porto Rico (en)

- Honduras (1903–1925)

- Occupation américaine du Honduras

- Nicaragua (1912–1933)

Occupation américaine du Nicaragua
- (Granada (en)
- Coyotepe Hill (en)
- La Paz Centro (en)
- Ocotal (en)
- San Fernando (en)
- Santa Clara (en)
- Talpaneca (en)
- Las Cruces (1re) (en)
- Las Cruces (2e) (en)
- Quilali (en)
- La Flor (en)
- Achuapa (en)
- Agua Carta (en)
- El Sauce (en))

- Mexique (1914)

- Occupation américaine de Veracruz

- Haïti (1915–1934)

Occupation d'Haïti par les États-Unis
- (Fort Dipitie (en)
- Fort Rivière (en)
- Port au Prince (1re) (en)
- Port au Prince (2e) (en))

- République dominicaine (1916–1924)

Première occupation de la République dominicaine par les États-Unis
- (Crise de Saint-Domingue
- Bataille de Las Trencheras
- Bataille de Guayacanas (en)
- Bataille de San Francisco de Macoris (en))

La bataille de Las Trencheras est survenue le 27 juin 1916 entre les milices dominicaines et les Marines américains pendant l'occupation américaine de la République dominicaine.

## Bataille
La bataille s'est déroulée à Las Trencheras, deux crêtes fortifiées par les dominicains et longtemps considérées comme invulnérables, car une armée espagnole y avait été vaincue en 1864. Là, les troupes dominicaines avaient creusé des tranchées sur deux collines, l'une derrière l'autre, bloquant la route de Santiago. Les canons de campagne de la 13e compagnie du capitaine Chandler Campbell, ainsi qu'un peloton de mitrailleuses, prirent position sur une colline commandant les tranchées ennemies et ouvrirent le feu. Sous couvert de ce feu, les Marines lancent une charge à la baïonnette sur la première ligne de défense des défenseurs, couverte jusqu'au dernier moment par le barrage d'artillerie. Les Marines ont subi des tirs de fusil nourris mais imprécis, qui ont fait quelques victimes. Les troupes dominicaines ont été forcées de se retirer dans leurs tranchées sur la deuxième colline. Ils s'y sont ralliés brièvement, mais ont dû battre en retraite à nouveau alors que les canons de campagne américains reprenaient leur bombardement de la colline. Moins de 45 minutes après les premiers tirs d'artillerie, les Marines avaient forcé les dominicains à se replier.